# Antoine de Saporta (écrivain)
Pour les articles homonymes, voir Antoine de Saporta.
Antoine de Saporta, né à Aix-en-Provence le 26 juillet 1855 et mort à Montpellier le 14 avril 1914, est un écrivain scientifique français.

## Biographie
Fils du paléobotaniste Gaston de Saporta, il a contribué à nombreux articles dans La Nature, la Revue scientifique et la Revue des deux Mondes.

## Principales publications
- La Chimie des vins : les vins naturels, les vins manipulés et falsifiés, 1889
- Les Théories et les notations de la chimie moderne, 1889 Texte en ligne
- La Vigne et le vin dans le midi de la France, 1894 Texte en ligne
- Physique et chimie viticoles, 1899
- Adolf Erik Nordenskiöld, Sur les aurores boréales observées pendant l'hivernage de la « Vega », au détroit de Behring (1878-79), 1884